# 닌텐도 DSi 시스템 소프트웨어
닌텐도 DSi 시스템 소프트웨어는 닌텐도 DSi 휴대용 비디오 게임 콘솔(및 XL 변종)을 위한 단종된 업데이트 가능한 펌웨어 버전 및 운영 체제 모음이다. 시스템의 인터넷 연결을 통해 다운로드되는 업데이트를 통해 닌텐도는 기능과 소프트웨어를 추가하고 제거할 수 있다.

## 기술

### 사용자 인터페이스
닌텐도 DSi의 사용자 인터페이스는 닌텐도 DS와 닌텐도 DS 라이트에서 재설계되었다. DSi의 사용자 인터페이스는 스타일러스를 사용하여 탐색할 수 있는 한 줄의 아이콘으로 구성되어 있다. 홈 메뉴에서 사용자는 숄더 (L/R) 버튼을 눌러 언제든지 사진을 찍을 수 있다. 그러면 사진이 홈 메뉴의 상단 화면에 표시된다. 시스템이 켜져 있는 동안 전원 버튼은 사용자를 홈 메뉴로 되돌리는 소프트 리셋 버튼 역할을 한다.
닌텐도 DSi는 DSi 카메라, DSi 사운드, DSi 샵, 피크토챗, 다운로드 플레이를 포함한 내장 응용 프로그램을 제공하며, DSi 샵을 통해 새로운 프로그램을 다운로드하고 인터페이스에 추가할 수 있다. DSi 카메라 응용 프로그램은 이미지를 촬영하고 다양한 필터를 적용할 수 있다. 2009년 7월 닌텐도 DSi 카메라 응용 프로그램에 페이스북 통합이 추가되어 사용자가 카메라로 찍은 이미지를 공유할 수 있게 되었다. DSi 사운드 응용 프로그램은 DSi 카메라와 주제적으로 유사하며, 사운드 레코더 및 편집기 (저비트레이트 AAC 음악 플레이어와 함께) 역할을 한다. 기능에는 사용자의 목소리를 로봇이나 앵무새처럼 들리게 수정하는 테마 이퀄라이저 및 변조기가 포함된다(토이 스토리 3은 DSi의 오디오 변조기 엔진을 사용하는 유일한 DSi 향상 게임이다). DSi 샵은 Wii 샵 채널의 DS counterpart 역할을 한다.

### 멀티미디어 기능
닌텐도 DS와 닌텐도 DS 라이트와 같은 닌텐도의 이전 휴대용 콘솔과는 달리, 닌텐도 DSi는 음악 재생 지원이 내장되어 있다. DSi 사운드 프로그램은 음성 녹음과 음악 재생의 두 가지 모드로 나뉜다. 녹음 모드를 통해 사용자는 최대 10초 길이의 클립 18개를 녹음할 수 있다. 클립을 녹음하면 다양한 방법으로 재생할 수 있다. 예를 들어, 사용자는 클립을 뒤로 또는 앞으로 재생하거나, A-B 반복을 사용하여 작은 섹션을 분리하거나, 2D 그래프에서 포인터를 드래그하여 속도와 음색을 수정할 수 있다. 또한 12가지 효과를 클립에 적용하여 소리를 변환할 수 있다. 음악 재생 모드에도 많은 재생 옵션이 있다. 노래가 로드되면 사용자는 녹음 모드와 마찬가지로 속도와 음색을 변경할 수 있다. 또한 녹음 모드에서 만든 녹음을 언제든지 노래에 오버레이할 수 있다. 또한 닌텐도는 스타일러스를 사용하여 빠르게 선택한 다음 숄더 버튼을 사용하여 자유롭게 삽입할 수 있는 사운드 효과 세트를 제공했다.
DSi 자체에서 생성되지 않은 파일은 읽을 수 없는 내장 DSi 카메라 응용 프로그램과 달리, DSi 사운드 응용 프로그램은 SD 카드에서 AAC 형식, .mp4, .m4a, 또는 .3GP 파일 확장자를 포함한 다양한 형식의 파일을 읽을 수 있다. MP3 형식은 지원되지 않는다. IGN은 이 제한을 비판하며, 소니그룹의 플레이스테이션 포터블과 비교했을 때 DSi에 USB 포트가 없어 DSi를 PC와 연결하기가 더 어렵다고 덧붙였다. 음악과 팟캐스트를 전송하려면 SD 카드를 제거하고 PC에 직접 연결해야 한다.

### 인터넷 기능
닌텐도 DSi가 닌텐도 DS 라인에 가져온 주요 업데이트 중 하나는 완전한 네트워크 연결성이다. 최소한의 네트워크 연결성만 제공했던 원래의 닌텐도 DS와 닌텐도 DS 라이트와 달리, 다운로드 콘텐츠와 펌웨어 업데이트는 DSi 경험의 핵심이며, Wii와 소니의 플레이스테이션 포터블 콘솔과 유사하다. 예를 들어, 사용자가 시스템의 전원을 처음 켜고 메인 메뉴에서 DSi 샵 아이콘을 클릭하면 즉시 펌웨어 업데이트를 실행하라는 메시지가 표시된다. 닌텐도 DSi는 WEP, WPA (AES/TKIP), 그리고 WPA2 (AES/TKIP) 무선 암호화를 지원한다. DS 및 DS 라이트에서는 후자의 두 암호화 유형이 지원되지 않았으므로 내장 지원이 있는 소프트웨어만 사용할 수 있다.
닌텐도 DSi 샵 응용 프로그램은 1.1 시스템 업데이트와 함께 출시되었다. DSi 샵을 통해 사용자는 다양한 DSi웨어 타이틀을 구매할 수 있다. 중독성 있는 음악과 블록형 인터페이스는 Wii의 counterpart와 다소 유사하다. 사용자는 클럽 닌텐도 계정으로 영구적으로 로그인하여 구매 보상을 추적할 수 있으며, 주 쇼핑 인터페이스에서는 DSi 포인트를 추가하고 DSi 샵 설명서를 읽을 수도 있다.
닌텐도 DSi에는 오페라 브라우저 버전인 웹 브라우저가 포함되어 있다. HTML5 캔버스 객체와 CSS 불투명도를 지원한다. 그러나 이러한 기능에는 제한이 있다. IGN은 페이지 렌더링의 어려움, 느린 다운로드 속도, 멀티미디어 사이트에서 동영상 파일, 음악 파일 또는 어도비 플래시와의 비호환성으로 인해 브라우저를 비판했다. 닌텐도 라이프는 브라우저에 7/10점을 주면서, 한계에도 불구하고 "가질 가치가 충분하다"고 평가했으며, 닌텐도 DS 버전보다 개선되었다고 언급했다.

### DSi웨어 및 하위 호환성
닌텐도 DSi는 DSi 샵을 통해 다운로드할 수 있는 고유한 게임 및 응용 프로그램 모음인 DSi웨어를 지원하며, 이는 원래의 닌텐도 DS 또는 닌텐도 DS 라이트 콘솔과는 호환되지 않는다. 닌텐도 DSi는 닌텐도의 첫 번째 지역 코드가 적용된 휴대용 콘솔이다. 이는 원래 닌텐도 DS 모델과 달리 다른 지역용으로 출시된 특정 소프트웨어를 사용하는 것을 방지한다. 그러나 닌텐도 DS 라인의 일원으로서, 닌텐도 DSi는 대부분의 원래 닌텐도 DS 게임과 하위 호환되며, 원래 DS 게임, 인터넷 브라우징 및 사진 공유를 포함한 이전 모델과 호환되는 카트리지 소프트웨어는 지역 코드가 적용되지 않는다. 이후 후속작인 닌텐도 3DS 콘솔도 이 방식을 채택했으며, 그 결과 모든 닌텐도 DSi 및 3DS 전용 게임은 특정 지역에 잠겨 있지만, 원래 DS 게임은 여전히 지역 코드가 없다. DSi 전용(나중에 3DS에서도 실행 가능하지만)인 DSi웨어 외에도 DSi 전용 기능을 포함하지만 이전 닌텐도 DS 모델에서도 플레이할 수 있는 "DSi 향상" 게임도 있다. 대부분의 원래 DS 게임은 DSi에서 실행할 수 있지만, DSi는 게임보이 어드밴스(GBA) 게임이나 GBA 슬롯을 필요로 하는 원래 DS 게임과는 하위 호환되지 않는다. 이는 DSi 자체에 DS 및 DS 라이트와 달리 그러한 슬롯이 없기 때문이다. 이러한 부재로 인해 DSi는 닌텐도 DS 액세서리 (예: 닌텐도 DS 럼블 팩)와 같은 GBA 슬롯을 필요로 하는 액세서리와도 하위 호환되지 않는다. 이전 DS 모델용으로 설계된 홈브루 플래시 카트리지는 DSi와 호환되지 않지만, DSi에서 DS 소프트웨어(또는 DSi웨어)를 실행할 수 있는 새로운 카드가 출시되었다. 사용자는 닌텐도 DSi 콘솔에서 DSi웨어를 기기간에 전송할 수 없지만, 대부분의 DSi웨어는 닌텐도 3DS로 전송할 수 있으며, 저장된 데이터는 전송되지 않는다. 닌텐도 DSi와 마찬가지로, 닌텐도 3DS는 대부분의 닌텐도 DS 및 닌텐도 DSi 소프트웨어와 하위 호환된다.